# Joshua Sinclair
Joshua Sinclair nome d'arte di John Louis Loffredo (New York City, 7 maggio 1953) è un attore, sceneggiatore, regista e produttore statunitense.

## Biografia
Il mondo del cinema non rappresenta la sua unica occupazione, poiché è impegnato in attività umanitarie e no-profit: infatti è un medico specializzato in malattie tropicali ed ha operato in diverse zone dell'Africa, in India a Bombay e a Calcutta, con Madre Teresa. È inoltre professore in teologia comparata.

## Filmografia

### Attore
- Una stagione all'inferno, regia di Nelo Risi (1970)
- Il giardino dei Finzi-Contini, regia di Vittorio De Sica (1970)
- Forza "G", regia di Duccio Tessari (1971)
- La lunga spiaggia fredda, regia di Ernesto Gastaldi (1971)
- Lady Frankenstein, regia di Mel Welles (1971)
- L'assassinio di Trotsky, regia di Joseph Losey (1972)
- L'età di Cosimo de' Medici, regia di Roberto Rossellini – film TV (1972)
- Baciamo le mani, regia di Vittorio Schiraldi (1973)
- Cartesius, regia di Roberto Rossellini – film TV (1974)
- Il messia, regia di Roberto Rossellini – film TV (1975)
- Keoma, regia di Enzo G. Castellari (1976)
- Il grande racket, regia di Enzo G. Castellari (1976)
- La via della droga, regia di Enzo G. Castellari (1977)
- Autostop rosso sangue, regia di Pasquale Festa Campanile (1977)
- Quel maledetto treno blindato, regia di Enzo G. Castellari (1978)
- L'ultimo squalo, regia di Enzo G. Castellari (1981)
- 1990 - I guerrieri del Bronx, regia di Enzo G. Castellari (1982)
- Hangmen, regia di J. Christian Ingvordsen (1987)
- Berlino - Opzione zero (Judgment in Berlin), regia di Leo Penn (1988)
- Shaka Zulu: The Citadel, regia di Joshua Sinclair (2001)

### Sceneggiatore
- Keoma, regia di Enzo G. Castellari (1976)
- Casanova & Company, regia di Franz Antel (1977)
- Gigolò, regia di David Hemmings (1978)
- The Golden Lady, regia di José Ramón Laraz (1979)
- Lili Marleen, regia di Rainer Werner Fassbinder (1981)
- The biko inquest, regia di Graham Edwards e Albert Finney – film TV (1984)
- Shaka Zulu – miniserie TV (1986)
- Berlino - Opzione zero (Judgment in Berlin), regia di Leo Penn (1988)
- Nonni und Manni – serie Tv, 6 episodi (1988-1989)
- Jonathan degli orsi, regia di Enzo G. Castellari (1993) - non accreditato
- Shaka Zulu: The Citadel, regia di Joshua Sinclair (2001)
- Jump!, regia di Joshua Sinclair (2007)
- A Rose in Winter, regia di Joshua Sinclair (2018)

### Produttore
- Gigolò, regia di David Hemmings (1978)
- The Golden Lady, regia di José Ramón Laraz (1979)
- Shaka Zulu – miniserie TV (1986)
- Berlino - Opzione zero (Judgment in Berlin), regia di Leo Penn (1988)
- Jump!, regia di Joshua Sinclair (2007)
- Shaka Zulu: The Citadel, regia di Joshua Sinclair (2011)

### Regista
- Shaka Zulu: The Citadel (2001)
- Jump! (2007)
- A Rose in Winter (2018)

## Doppiatori italiani
- Manlio De Angelis in Keoma, Il grande racket
- Roberto Chevalier in Autostop rosso sangue
- Oreste Lionello in L'ultimo squalo
- Angelo Nicotra in 1990 - I guerrieri del Bronx